# Read Island Park
Read Island Park är en park i Kanada.   Den ligger i Strathcona Regional District och provinsen British Columbia, i den sydvästra delen av landet, 3 700 km väster om huvudstaden Ottawa. Read Island Park ligger 106 meter över havet. Den ligger på ön Read Island. Read Island Park ligger vid sjön Rosen Lake.
Terrängen runt Read Island Park är platt söderut, men norrut är den kuperad. Havet är nära Read Island Park åt sydost. Närmaste större samhälle är Campbell River, 16,3 km sydväst om Read Island Park. 